# Lucas Bruchet
Lucas Bruchet, född 23 februari 1991 i Vancouver, är en kanadensisk långdistanslöpare.

## Karriär
Bruchet tävlade för Kanada vid olympiska sommarspelen 2016 i Rio de Janeiro, där han blev utslagen i försöksheatet på 5 000 meter.
I augusti 2021 vid OS i Tokyo blev Bruchet återigen utslagen i försöksheatet på 5 000 meter.